# Huggate
Huggate is een civil parish in het bestuurlijke gebied East Riding of Yorkshire, in het Engelse graafschap East Riding of Yorkshire met 342 inwoners.

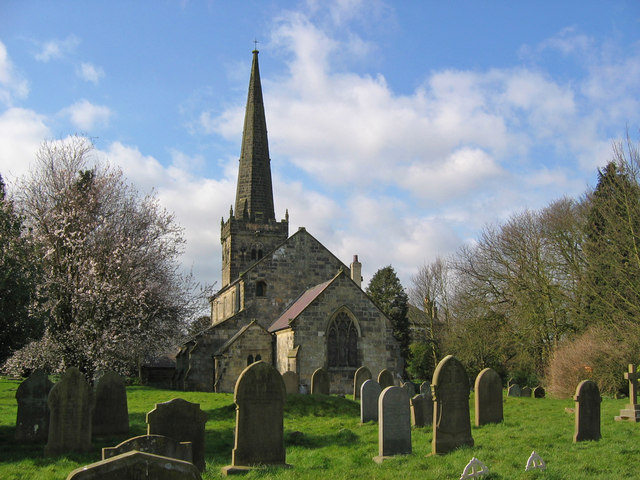
Kerk van St Mary